# Rakovina (album)
Rakovina je druhé album Karla Kryla. Je zároveň první, které vydal v exilu.

## Vznik písní
Písně pro album psal Karel Kryl v letech 1968-1969. Většina jich vznikla ještě v Československu. Písně jsou odrazem atmosféry po událostech v srpnu 1968. Na jaře 1969 nahrál některé z nich v ostravském rozhlasovém studiu spolu s písněmi, které vyšly na albu Bratříčku, zavírej vrátka (tyto nepoužité nahrávky byly poprvé vydány v listopadu 2009). 
V září 1969 zůstal Kryl v Německu. V říjnu pak pořídil v nahrávacím studiu Rádia Svobodná Evropa nové nahrávky zmíněných písní. K nim přidal ještě píseň Divný kníže, kterou napsal už v exilu.

## Seznam písní
1. Rakovina
2. Marat ve vaně
3. Tak jenom pojistit
4. Hle, jak se perou
5. Co řeknou
6. Pochod Gustápa
7. Habet
8. Bílá hora
9. Divný kníže
10. Tak vás tu máme, bratři

## Vydání alba
Album bylo vydáno v roce 1969, Kryl si vydání financoval sám. Bylo zhotoveno 1000 kusů, 400 jich bylo určeno pro Československo.

## Obal
Na obalu alba byla kresba Ivana Steigera, přes kterou bylo červeně napsáno jméno interpreta a nad ní titul alba. Na zadní straně obalu nebyly vypsány jednotlivé písně, místo toho zde byla faksimile Krylova dopisu posluchačům. 
Do Československa se album dováželo s falešnými obaly a etiketami. Vypadalo jako deska s klasickou hudbou nazvaná Klassiker modern frisiert (Klasikové moderně učesaní).

## První československé vydání
První vydání v Československu v roce 1990 provázela jistá nejasnost. Na obalu bylo uvedeno, že studio, ve kterém bylo album nahráno, již neexistuje a s ním se ztratil i původní master nahrávky. Oproti tomu však stojí fakt, že archiv Rádia Svobodná Evropa je plně k dispozici. Master byl údajně ukraden z archivu Šafránu 78.
Firma Bonton odmítla Krylovu nabídku na znovunahrání písní a materiál pro první československé vydání získala z gramofonové desky některého z předešlých vydání. Album tak vyšlo v téměř autentické podobě (digitální úprava, reverb...).

## Vydání
- 1969 - LP (Primaphon, Německo)
- 1969 - LP (Caston, Německo)
- 1980 - LP (Šafrán 78, Švédsko)
- 1984 - MC (Šafrán 78, Švédsko) - spolu s albem Bratříčku, zavírej vrátka
- 1990 - LP, CD (Bonton, Československo)
- 1991 - MC (Bonton, Československo)
- 2003 - CD (Sony Music/Bonton, Česko)

## Využití titulní písně
Začátek titulní písně Karel Kryl používal jako znělku svých pořadů na Rádiu Svobodná Evropa.